# Sinfonía n.º 98 (Haydn)

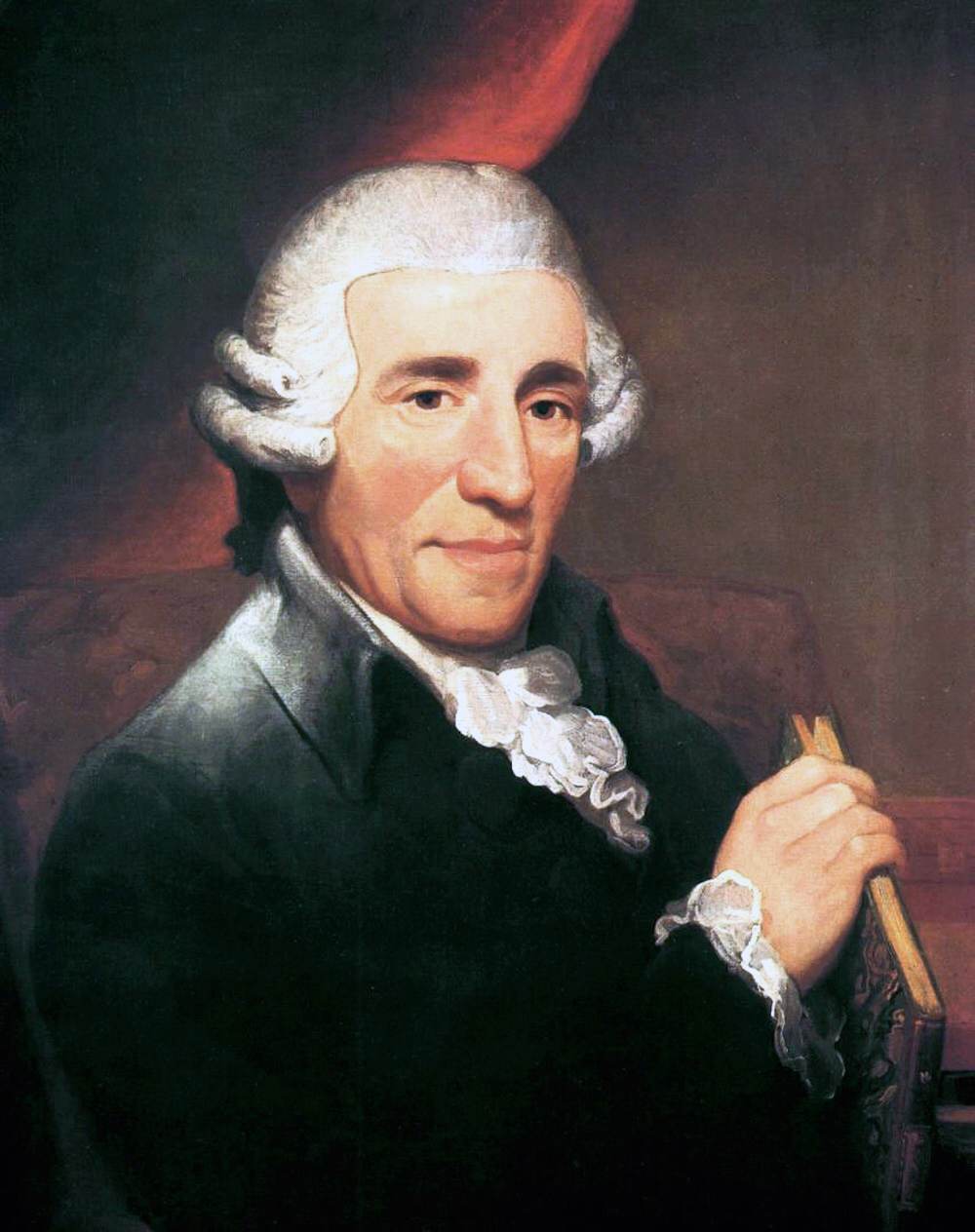
Haydn en 1791.

La Sinfonía n.º 98 en si bemol mayor, Hob. I:98 fue compuesta por Joseph Haydn en 1792. Es la sexta de las denominadas Sinfonías de Londres (n.º 93 - 104).

## Historia

### Composición
La producción sinfónica del maestro austríaco puede dividirse a grandes rasgos en tres bloques temporales: el primer bloque (1757-1761) se corresponde con su periodo al servicio del conde Carl von Morzin (n.º 1 - n.º 5); el segundo bloque en la corte Esterházy (1761-1790 pero con la última sinfonía para el público de Esterházy en 1781); y el tercer bloque (1782-1795) comprende las Sinfonías de París (n.º 82 - n.º 87) y las Sinfonías de Londres (n.º 93 - n.º 104). El 1 de mayo de 1761 el compositor firmó su contrato como vice-kapellmeister (más tarde kapellmeister) de la familia Esterházy, que nominalmente duró 48 años, hasta su muerte.
La composición de esta pieza se desarrolló en 1792. Se conserva la partitura manuscrita autógrafa que perteneció durante un tiempo a Beethoven, más tarde a la Biblioteca Estatal Prusiana de Berlín y en la actualidad se encuentra en una colección rusa. Haydn había sido compositor de la corte del príncipe Nicolás Esterházy durante 28 años cuando éste murió en 1790. El sucesor de Nicolás, su hijo Antón, no era un gran aficionado a la música y desmanteló en gran medida el entramado musical de la familia. El compositor se trasladó a Viena y no tardó en recibir numerosas ofertas de empleo. La más interesante procedía del violinista y empresario Johann Peter Salomon, que le ofreció una considerable suma de dinero para presentar varias obras nuevas en una serie de conciertos en Inglaterra, en lo que sería su primer viaje fuera de Austria. Su primera estancia en Londres, que fue un gran éxito según todos los testimonios, empezó el 1 de enero de 1791 y finalizó en julio de 1792 con su regreso a Viena. Con motivo de este viaje el compositor escribió una primera serie de seis sinfonías "londinenses" (n.º 93 - 98) y la n.º 98 es la sexta de esta primera serie.

### Estreno y publicación

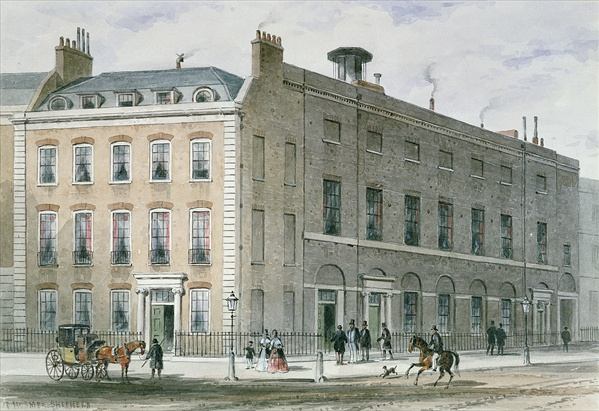
Hanover Square de Londres, lugar del estreno.

El estreno se celebró posiblemente el 2 de marzo de 1792 en Hanover Square Concert Rooms en Londres bajo la dirección del propio compositor. En marzo comenzó la primera de las tres exitosas temporadas de conciertos de Salomon. Se incluyó en el tercer Concierto de Salomon de la temporada.
La primera edición fue llevada a cabo en 1796 por el editor Johann André, Artaria & Imbault.

## Instrumentación
La partitura está escrita para una orquesta formada por:
- Viento madera: 1 flauta, 2 oboes y 2 fagotes.
- Viento metal: 2 trompas y 2 trompetas.
- Percusión: timbales.
- Teclado: clavecín.
- Cuerda: una sección de cuerdas con 2 violines, viola, violonchelo y contrabajo.

Esta orquestación resulta singular dentro de las últimas sinfonías de Haydn. Requiere una parte obbligato para clavecín, con un pasaje importante de once compases cerca de la conclusión del último movimiento. Aunque el clavecín se empleaba a menudo como bajo continuo o instrumento solo, pero en raras ocasiones recibía tal prominencia en este tipo de obra puramente orquestal. Es probable que el mismo Haydn interpretara el clavecín en el estreno. En cuanto a la participación del clavecín como bajo continuo en las sinfonías de Haydn existen diversas opiniones entre los estudiosos: James Webster se sitúa en contra; Hartmut Haenchen a favor; Jamie James en su artículo para The New York Times presenta diferentes posiciones por parte de Roy Goodman, Christopher Hogwood, H. C. Robbins Landon y James Webster. A partir de 2019 la mayor parte de las orquestas con instrumentos modernos no utiliza el clavecín como continuo. No obstante, existen grabaciones con clavecín en el bajo continuo realizadas por: Trevor Pinnock (Sturm und Drang Symphonies, Archiv, 1989-1990); Nikolaus Harnoncourt (n.º 6–8, Das Alte Werk, 1990); Sigiswald Kuijken (incluidas las Sinfonías de París y Londres; Virgin, 1988-1995); Roy Goodman (Ej. n.º 1-25, 70-78, 82-87; Hyperion, 2002).
Numerosas fuentes muestran que Haydn dirigió sus sinfonías en los conciertos de Londres inicialmente desde el clavecín y a partir de 1792 desde el pianoforte, como era la práctica interpretativa de la época. Esto indica el uso de un instrumento de teclado (es decir, clavecín o pianoforte) como continuo en las Sinfonías de Londres. Incluso James Webster, uno de los principales detractores del uso del clavecín como continuo, excluye las sinfonías londinenses de su idea de que Haydn no empleó clavecín u otro instrumento de teclado para tocar el continuo. "Y, por supuesto, el argumento se refiere exclusivamente a las sinfonías anteriores a Londres y a las interpretaciones fuera de Inglaterra".

## Estructura y análisis
La sinfonía consta de cuatro movimientos:
- I. Adagio – Allegro, en si bemol mayor 2
2
- II. Adagio, en fa mayor 3
4
- III. Menuet. Allegro – Trío, en si bemol mayor 3
4
- IV. Finale. Presto, en si bemol mayor 6
8

La interpretación de esta obra dura aproximadamente entre 25 y 30 minutos. La atmósfera general de la Sinfonía n.º 98 es drásticamente diferente de la de las cuatro primeras sinfonías "londinenses". La gran profundidad de la obra puede ser la respuesta de Haydn a la muerte de Mozart, que había tenido lugar el 5 de diciembre de 1791 en Viena mientras Haydn se encontraba en Londres. Haydn quedó manifiestamente conmocionado y más tarde escribió una carta a Michael Puchberg, que también había sido un amigo muy cercano a Mozart:

«Durante algún tiempo estuve fuera de mí por su muerte, y no podía creer que la Providencia se cobrara tan pronto la vida de un hombre tan insustituible.»

### I.Adagio– Allegro
El primer movimiento, Adagio – Allegro, está escrito en la tonalidad de si bemol mayor, en compás alla breve y sigue la forma sonata. Se abre con una introducción pesada y portentosa, marcada Adagio, que contiene el tema principal del cuerpo principal del movimiento, marcado Allegro. La introducción se inicia en si bemol menor con un tema acordal común tocado primero en notas separadas, luego legato y resulta ser el tema principal del segmento cuerpo principal. Pero el tempo es tan lento que la melodía de la introducción suena más como un esbozo de armonías que como un tema propiamente dicho. Muchas de las introducciones lentas del compositor contienen este tipo de referencias al tema del movimiento inicial y su habilidad para presentar este material sin que suene como el comienzo real de la sinfonía es uno de sus mayores logros. Empleando ambas variantes articulatorias del tema, este segmento va mucho más allá de todo lo que Haydn demuestra de elegancia compositiva, habilidad contrapuntística y capacidad combinatoria en sinfonías anteriores (incluidas las Sinfonías de París), y lo hace de la manera más desenvuelta, como cabe imaginar. El Allegro es una forma sonata y hace gala de una potencia muscular desconocida hasta entonces en la producción de Haydn.

### II.Adagio
El segundo movimiento, Adagio, está en fa mayor y en compás de 3/4. Empieza en un estilo coral con dos versos que recuerdan a la canción patriótica británica "God Save the King" (Dios salve al rey). Los pasajes que siguen son una paráfrasis muy distintiva de un segmento del movimiento lento de la Sinfonía Júpiter de Mozart. Contiene además una alusión al Agnus Dei de la Harmoniemesse. Se aprecia una profundidad de sentimientos que contrasta con la ligereza de los movimientos lentos de las anteriores sinfonías "londinenses". Este Adagio fue correctamente considerado como música de luto por la muerte de Mozart, ya que el dolor de Haydn parece aflorar en este movimiento contemplativo.

### III.Menuet. Allegro– Trío
El tercer movimiento, Menuet. Allegro – Trio, está en si bemol mayor y en compás de 3/4. El minueto presenta un carácter alpino y asombrosamente robusto.

### IV.Finale.Presto
El cuarto y último movimiento, Finale'. Presto, retoma la tonalidad inicial, el compás de 6/8. Es del tipo de los Finales "de caza" de Haydn en el compás de 6/8 más acelerado hasta su cierre "formal" en el segundo signo de repetición, no permitiendo ningún pasaje de semicorcheas debido al vertiginoso tempo. En este punto la orquesta hace una pausa retórica y en un tempo más pausado de Più moderato continúa con el tema principal, cuyas ocho notas suenan ahora muy calculadas y artificiales. Un gran crescendo explícitamente intencionado del tutti conduce a otra pausa general, tras la cual el director, sentado al clavecín, entra con su instrumento acompañando el resto de la obra con simples figuras de semicorcheas y pone fin a la pieza. Según Palmer, el rasgo más notable de la sinfonía es el breve solo para teclado justo antes del cierre, que aparece anotado en la partitura como "Haydn solo". Cerca de la conclusión hay un pasaje solista insólitamente breve, de once compases, para el clavecín acompañado por las cuerdas en pizzicato. Este pasaje se omitió en todas las ediciones de la obra publicadas en vida del compositor, excepto en los arreglos para quinteto con piano y trío con piano, donde a veces es asignado al violín. Es sabido que Haydn dirigió desde el teclado las Sinfonías de Londres en los Conciertos de Salomón. Esta era una práctica habitual en la interpretación de obras orquestales con el clavecín o fortepiano obbligato y con el propio compositor al instrumento no siempre "acompañando", sino dando sus directrices desde allí. Constituía a la vez una forma de mantener unido al conjunto y un guiño a una arraigada tradición. En la década de 1790 la necesidad de un instrumento de teclado para completar las armonías durante una interpretación orquestal había disminuido hasta el punto de llegar a ser innecesario, ya que el instrumento se veía más que se oía. La inserción por Haydn de un solo para este tipo de instrumento al final de una gran pieza es uno de sus golpes más humorísticos. En cualquier caso, no se sabe si el público rio a carcajadas al final del estreno.

## Recepción de la obra
Esta composición gozó de una extraordinaria popularidad en vida de Haydn.